# Lobnia
Lobnia (en russe : Лобня) est une ville de l'oblast de Moscou, en Russie. Sa population s'élevait à 89 339 habitants en 2019.

## Géographie
Lobnia est située à 27 km au nord de Moscou, non loin de l'aéroport international Cheremetievo, un des trois aéroports de Moscou.

## Histoire
L'agglomération a été créée en 1902  à la suite de l'ouverture d'une gare sur la nouvelle ligne de chemin de fer Moscou-Doubna-Kimry. Le nom de la ville est celui d'un cours d'eau local : le mot aurait une origine balte, lobas, signifiant « vallée de la rivière ». Au cours du XXe siècle, des industries s'installèrent dans la ville ainsi que des quartiers résidentiels grâce à la proximité de Moscou. Durant la Seconde Guerre mondiale, les environs de Lobnia, situés près de la ligne du front de la bataille de Moscou, furent le théâtre de violents affrontements. Lobnia reçut le statut de commune urbaine en 1947 et celui de ville en 1961.

## Patrimoine
Le château d'eau, dressé sur un treillage métallique hyperboloïde, édifié au nord du centre-ville, a été conçu par le célèbre ingénieur Vladimir Choukhov. Les environs sont riches en demeures et églises anciennes.

## Population
Recensements (*) ou estimations de la population
| 1926* | 1959*  | 1970*  | 1979*  | 1989*  |
| ----- | ------ | ------ | ------ | ------ |
| 300   | 12 249 | 30 491 | 51 811 | 60 475 |

| 2002*  | 2010*  | 2012   | 2013   | 2014   |
| ------ | ------ | ------ | ------ | ------ |
| 61 567 | 74 252 | 76 654 | 79 436 | 82 071 |

## Économie
Les entreprises installées dans la ville opèrent dans les secteurs de la construction électrique et métallurgique, de la fabrication de jouets ainsi que la cartonnerie (Tetra Pak). La ville dispose d'une gare d'importance régionale avec des trains qui la relient à Moscou (gare de Savielovskiy), Dimitrov et Doubna. Fin 2007 est entrée en service une liaison ferroviaire avec l'aéroport de Cheremetievo.

## Personnalités nées à Lobnia
- Vladimir Mikhaïlovitch Kotlyakov, géographe et glaciologue, né à Krasnaya Polyana en 1931.
- Mikhaïl Michoustine, premier ministre russe, né en 1966.
- Lioubov Sobol, avocate et femme politique russe, née en 1987.
- Guryev Andrei chef de la plus grande Holding minière et chimique «Fosagro»[2],[3]

## Galerie

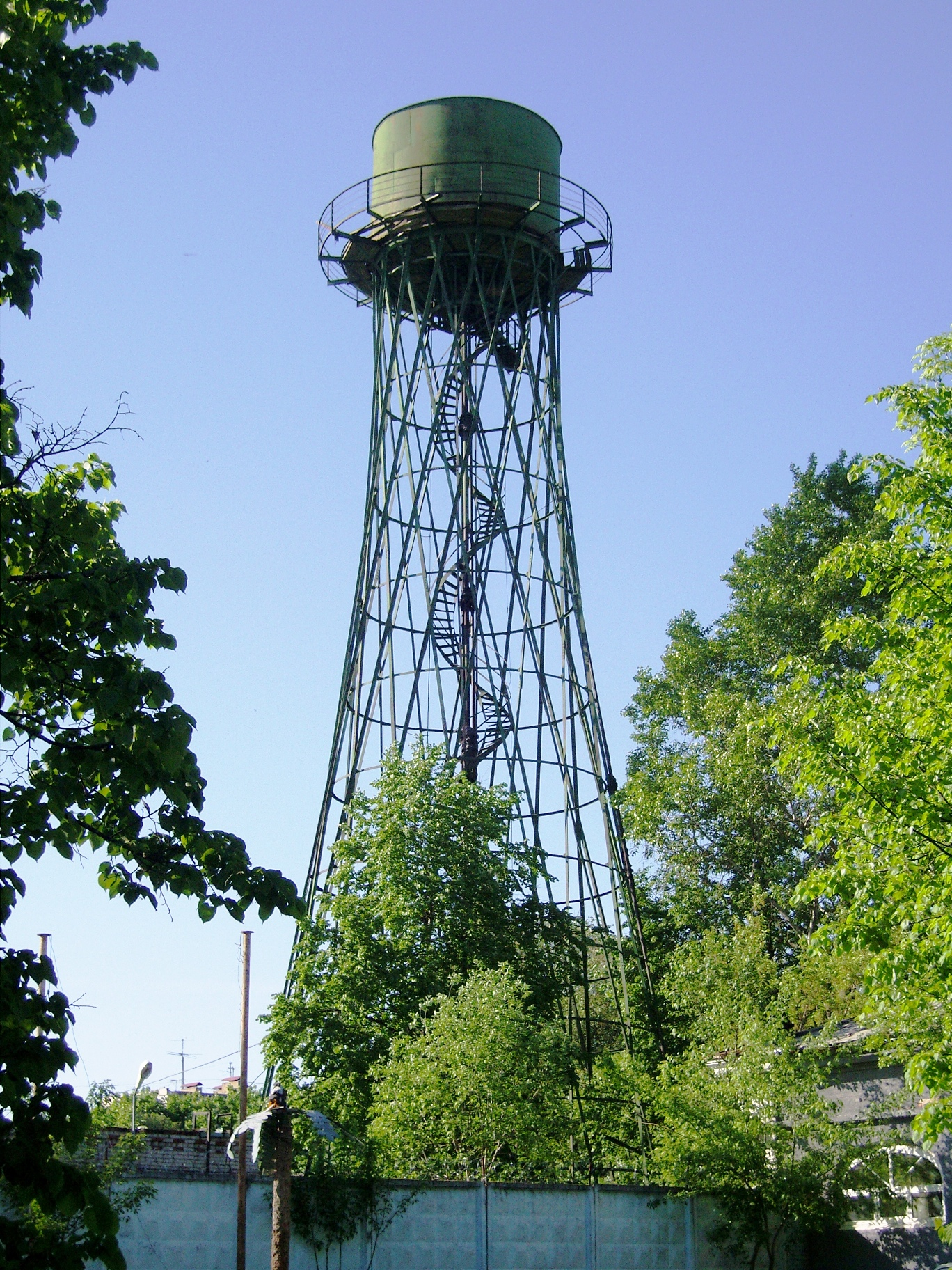
Château d'eau de forme hyperboloïde.